# Ulica Floriańska w Warszawie
Ulica Floriańska – ulica w dzielnicy Praga-Północ w Warszawie.

## Historia
Ulica Floriańska, do 1916 Konstantynowska, została wytyczona w roku 1863 jako jedna z czterech ulic odchodzących promieniście od powstałego wtedy pl. Weteranów 1863 r. Pozostałymi były jej przedłużenie – aleja Kazimierza Lisieckiego „Dziadka”, będąca dziś alejką w parku Praskim, i kolejna parkowa aleja – ul. Łukasińskiego, której przeciwległy koniec dał początek ul. Jasińskiego.
Rozwój tych terenów związany był z wybudowaniem w latach 1859–1864 mostu Aleksandryjskiego (Kierbedzia). Pierwszym budynkiem usytuowanym przy pl. Weteranów 1863 r. był jednak kościół św. św. Michała Archanioła i Floriana wybudowany według projektu Józefa Piusa Dziekońskiego. Sam plac nazywano wtedy placem Floriańskim, zaś przy samej Floriańskiej pod nr 2 wybudowano u zbiegu z ul. Jagiellońską Zakład dla Wdów po Poległych Żołnierzach i Oficerach. Inicjatorem jego budowy był rosyjski Czerwony Krzyż. Po odzyskaniu niepodległości w budynku mieściło się Schronisko dla Weteranów Powstania 1863, a obecnie kuria warszawsko-praska.
Nazwę ulicy z Konstantynowskiej na Floriańską zmieniono w październiku 1916. Nazwa nawiązywała do wezwania kościoła. Do 1916 nosiła ją późniejsza ul. Jakuba Jasińskiego.
W drewnianych barakach pod nr. 4/6 wkrótce rozpoczęło działalność Towarzystwo Kuchni Ruchomej, charytatywnie wydające posiłki ubogim. Po roku 1910 powstały dwie czynszowe kamienice; w większej z nich, pod nr. 8, działał w okresie międzywojennym hotel Wschodni.
W 1930 pod nr 10 powstał gmach mieszczący Wydział Wojskowy Zarządu Miasta. W tym samym roku powstał budynek domu parafialnego, wzniesionego na tyłach kościoła św. św. Michała Archanioła i Floriana. Bliskość świątyni i Szpitala Praskiego przyciągnęła na Floriańską zakłady pogrzebowe – działały ich tam cztery. Istniały również punkty gastronomiczne – restauracja „Prażanka” i kawiarnia „Gastronomiczna”.
Na należącej do miasta posesji u zbiegu z Szeroką (obecnie ul. ks. I.Kłopotowskiego) do roku 1939 urządzano m.in. zabawy taneczne, teatrzyki ogródkowe i imprezy rozrywkowe.
W okresie okupacji niemieckiej ulica uniknęła większych zniszczeń. W 1944 wycofujący się na lewy brzeg Wisły Niemcy wysadzili w powietrze kościół św. św. Michała Archanioła i Floriana. Pozostała zabudowa ulicy ocalała. Zachowała się także brukowana nawierzchnia.

## Ważniejsze obiekty
- Bazylika katedralna św. Michała i św. Floriana
- Radio Warszawa (nr 3)
- Pomnik Praskiej Kapeli Podwórkowej